# Park Narodowy Bạch Mã
Park Narodowy Bạch Mã (wiet. Vườn quốc gia Bạch Mã) – park narodowy w środkowym Wietnamie, w pobliżu dawnej stolicy – Huế.
W parku występuje ponad 110 gatunków ssaków, w tym endemiczny mundżak – mundżak annamski oraz około 330 gatunków ptaków, w tym argusy malajskie i kiśćce annamskie. Spośród ponad 1400 gatunków roślin tu występujących 430 ma zastosowanie w medycynie, z 33 wytwarza się oleje, z 26 wytwarza się włókna dla celów produkcji materiałów a 22 rodzi jadalne owoce.
Park leży na najbardziej wilgotnym obszarze Wietnamu, z największą ilością opadów w październiku i listopadzie, najmniejsza średnia opadów przypada z kolei na okres od marca do czerwca.